# NGC 1898
NGC 1898 is een bolvormige sterrenhoop in de Grote Magelhaense Wolk in het sterrenbeeld Goudvis. Het hemelobject werd op 24 november 1834 ontdekt door de Britse astronoom John Herschel.

## Synoniemen
- ESO 56-SC90